# ソラニー版ウィキペディア

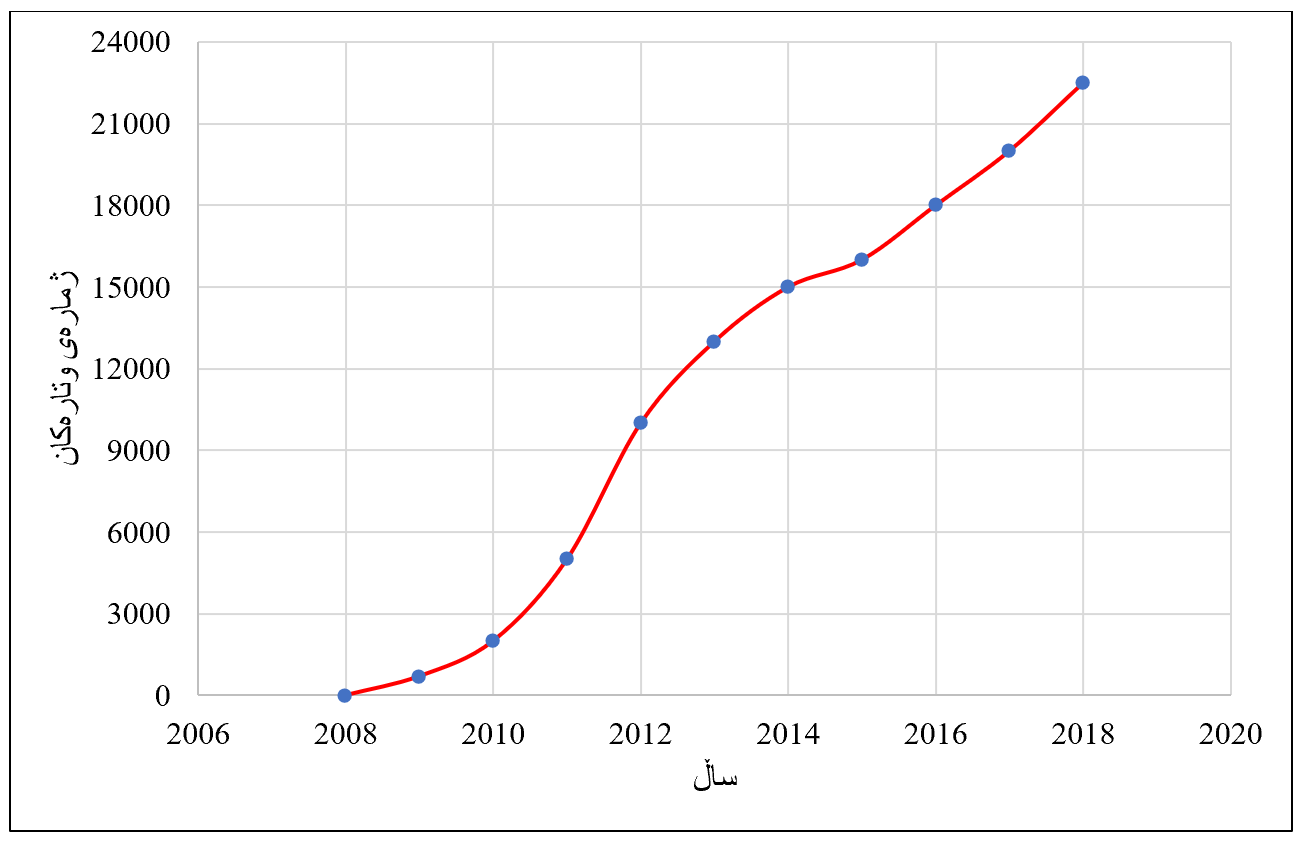
ソラニー版ウィキペディアの記事数の変遷

ソラニー版ウィキペディア(ソラニー: ویکیپیدیای_کوردیی_ناوەندی、接頭辞: ckb) は、クルド語の方言であるソラニー版のウィキペディアである。他のすべてのウィキペディアと同様にソラニー版ウィキペディアは無料の百科事典であり、認証されたアカウントを持つユーザーのみが編集できるいくつかのページを除いて、誰でもページを編集することができる  。
ソラニー版ウィキペディアには、2025年3月現在、67,629個のユーザー アカウント、7個の管理者アカウント、76,250個の記事がある。

## 歴史
2004年にクルド語版ウィキペディア（現在のクルマンジー版ウィキペディア）が立ち上げられたとき、ソラニーの記事もそこで公開された。しかし、この作業方法に問題があることが判明したため、2009年8月12日にソラニー版ウィキペディアが作成された。